# حوض سرخ (غناباد)
حوض سرخ (بالفارسية: حوض سرخ) هي قرية تقع في قسم بسكلوت الريفي في إيران. يقدر عدد سكانها بـ 4 نسمة .